# سلاح النقل
سلاح النقل، يعتبر من عناصر الإسناد الإداري لاستعداد القوات البرية الملكية السعودية للمهمات وتنفيذ العمليات الحربية.

## تعريفه وبداياته
يعتبر سلاح النقل جهة تقوم بنقل الأفراد، والأسلحة، والمعدات، والنقل الإداري، ومختلف أصناف التموين داخل القوات البرية باستخدام وسائط النقل المتوفرة، وقد يُكلف سلاح النقل بالمشاركة في المهام الأساسية كمهام الإغاثة وقت الطوارئ والإسهام في مهمة الحج سنوياً، وقد كانت بداية تكوينه منذ اللحظة التي خطط فيها الملك عبد العزيز رحمهُ الله لاستعادة الرياض حيث استخدم في معاركه الجمال والخيل، إلى أن بدأ وصول العربات ذات العجلات التي تعمل بالدفع الذاتي فاستخدمت لقطر المدفعية الثقيلة ونقل الجنود والمعدات، وفي عام 1360هـ تم إحداث تشكيل جديد باسم هيئة الإمدادات والتموين للصيانة والنقل، وقد ضمت سرية النقليات لهذا التشكيل، واعتبر هذا أول تشكيل لسلاح الصيانة والنقل، واعتبر هذا أول تشكيل لسلاح الصيانة والنقل، وفي عام 1364هـ تم تأسيس أول سلاح للنقل ضمن نفس التشكيل على شكل وحدات صغيرة أطلق عليها الوحدات الآلية وشملت جميع أنواع العربات والمدرعات والعربات الخاصة باللاسلكي، وفي عام 1365هـ تم تعديل الاسم إلى سرية النقليات وأدخلت ضمنها الشاحنات والجيوب، وفي عام 1369هـ تم إحداث تشكيل جديد تحت رئاسة هيئة إمدادات وتموين الجيش باسم مساعد الهيئة للصيانة والنقل، واستمر العمل بهذا التشكيل حتى عام 1379هـ حتى فُصل سلاح النقل عن سلاح الصيانة وتم إنشاء سلاح مستقل للنقل، وكان أول قائد له الفريق طراد بن عبد الله الحارثي الذي يحمل آنذاك رتبة عميد، وفي عام 1396هـ ظهر التشكيل الجديد للقوات البرية تبعه تشكيل هيئة الإمدادات والتموين للقوات البرية بمسماها الجديد وتم ربط سلاح النقل بها وكان أول قائد له اللواء حمد بن سليمان القاضي.

## مدرسة التموين والنقل
تأسست مدرسة السواقة عام 1368هـ، وكانت من أقدم المدارس العسكرية، وأُلحقت بها مدرسة الشئون الإدارية بالطائف عام 1387هـ ، وفي عام 1394هـ تم دمج مدرسة السواقة ومدرسة الشئون الإدارية لتصبح تحت مسمى مدرسة التموين والنقل حيث تعقد هذه المدرسة دورات للضباط وضباط الصف والجنود في تخصصات النقل والتموين.

## وصلات خارجية
- سلاح النقل.. شريان المؤسسة العسكرية النابض.

## انظر ايضًا
- سلاح الصيانة (السعودية)